# Siegfried Schümann
Siegfried Schümann (* 10. April 1923 in Feldberg; † 6. März 1974 in Berlin) war ein deutscher Maler und Grafiker in der DDR.

## Leben
Schümann absolvierte eine Lehre als Autolackierer. Er wurde danach zur Wehrmacht eingezogen, nahm als Soldat am Zweiten Weltkrieg teil und war in Kriegsgefangenschaft.
Von 1950 bis 1955 studierte er an der Kunsthochschule Berlin-Weißensee bei Arno Mohr, Bert Heller und Kurt Robbel und war von 1956 bis 1959 Aspirant bei Fritz Dähn und Gabriele Mucchi. Danach arbeitete er als freischaffender Künstler und Mitglied des Verband Bildender Künstler der DDR in Berlin. 
Sein Nachlass, zu dem auch 137 Bilder gehören, befindet sich seit 2004 im Kunstarchiv Beeskow. Dort liegen auch Bilder, die von Großbetrieben und Institutionen erworben worden waren.

## Werke (Auswahl)

### Tafelbilder (Auswahl)
- Schwanger (Öl, 1952)[3]
- Wismutkumpel (Öl, um 1958)[4]
- Zeichnendes Mädchen (Öl, um 1962)[5]
- Erinnerungen an die Ostsee (Öl, um 1962)[6]
- Buhnenbauer  (Öl, 1962, 105 × 62 cm)[7]
- Erfahrungsaustausch mit dem Vertrauensmann (Öl, um 1962)[8]
- Junges Mädchen mit Blumen (Öl, 1965/1966)[9]

### Druckgrafik (Auswahl)
- Fischerfrau aus Born (Farbholzschnitt, 43 × 28 cm, 1956)[10]

- Thälmann-Brigade im Freiheitskampf des spanischen Volkes (Zyklus von sechs Radierungen, 1958)[11]
- Claudia (Farbholzschnitt, um 1962)[12]
- Kleiner Rügenhafen (Farbradierung, um 1962)[13]

### Publizierter Essay Schümanns
- Menschen an der See – Thema eines Bildes. In: Bildende Kunst, Berlin, 4/1864, S, 184

## Ausstellungen

### Einzelausstellungen
- 1965 Museum Schloß Bernburg
- 1975 Gedenkausstellung, Galerie im Turm, Berlin

### Ausstellungsbeteiligungen
- 1957: Berlin, Ausstellungspavillon Werderstraße („Junge Künstler der DDR“)
- 1957, 1958 und 1960: Berlin, Bezirkskunstausstellungen
- 1958/1959, 1962/1963 und 1967/1968: Dresden, Vierte bis VI. Deutsche Kunstausstellung
- 1958: Berlin, Akademie der Künste, Jahresausstellung der Deutschen Akademie der Künste
- 1961: Berlin, Akademie der Künste („Junge Künstler in der DAK“)
- 1965: Berlin, intergrafik